# 에든버러 대학교
에든버러 대학교(University of Edinburgh)는 스코틀랜드의 수도 에든버러에 위치해 있으며, 1582년에 설립되어 영국 전체에서 여섯 번째, 스코틀랜드에서는 네 번째로 긴 역사를 가진 대학교이다.
종합적으로 보면, 자타공인 스코틀랜드 최고의 대학으로 손꼽힌다. 글래스고 대학교과 함께 스코틀랜드의 양대 연구중심(Research-based) 대학으로 높은 명성을 갖고 있으며, 스코틀랜드 대학 가운데 유일하게 러셀 그룹(Russell Group)과 유럽연구대학연맹(LERU)에 속해 있다. 가장 최근에 발표(2022년 기준)된 QS(Quacquareli Symonds) 세계 대학 순위에서 전 세계 16위를 차지했으며, 유럽 내 7위, 영국 내 5위, 스코틀랜드 내 1위 대학으로 평가받았다. 동년도의 THE WUR(Times Higher Education: World University Rankings)에서는 30위를 차지했다. 학부과정 합격률은 2019년 기준 9.6% 수준으로, 교수 대 학생 비율이 가장 낮은 수준을 자랑하고 있다. 대학원의 경우 옥스포드, 케임브리지, 임페리얼 칼리지, UCL과 함께 최상위 5개 대학에 속해 입학이 쉽지 않은 것으로 알려져있다.
현재 예술·인문·사회과학 대학, 자연과학·공학 대학, 의학·수의학 대학의 3개 단과대학(School) 아래 22개 학과로 구성되어있다. 학부로는 법학부, 경영학부, 신학부, 경제학부, 교육학부, 생명의학부, 수의학부, 생물학부, 지구과학부, 정보학부, 물리·천문학부 등이 있다. 이 중에서도 정보학부, 생명의학부, 생물학부, 신학부는 세계적인 수준으로 평가받는다.

## 저명한 동문
에든버러 대학교의 졸업생, 교수 및 연구원 가운데 18명이 노벨상을 수상했으며 2013년 피터 힉스 교수가 가장 최근에 노벨상을 수상하였다. 옥스포드와 캠브릿지 대학교를 제외한 영국 대학교 중에서 유일하게 영국 수상을 3명이나 배출하였다. 이 외에도 시리아, 말라위, 대한민국, 탄자니아, 중화민국, 캐나다를 포함한 9개국의 정상들을 배출하였다.
대표적인 졸업생은 고든 브라운, 데이비드 흄, 찰스 다윈, 코난 도일, 알렉산더 그레이엄 벨, 제임스 클러크 맥스웰, 팔머스턴, 로버트 루이스 스티븐슨, 제임스 매슈 배리, 월터 스콧, 존 위더스푼 등이 있다. 에든버러 대학 출신 한국인 유명 동문으로는 대한민국의 제4대 대통령이며 야당 지도자인 윤보선(尹潽善), 제3대 국무총리와 제1대 외무부 장관, 자유당 총재를 지낸 장택상(張澤相) 등이 있다.

## 같이 보기
- 기포드 강연
- 제임스 테이트 블랙 기념상
- 영국의 대학 목록